# Jürgen H. Th. Prieß

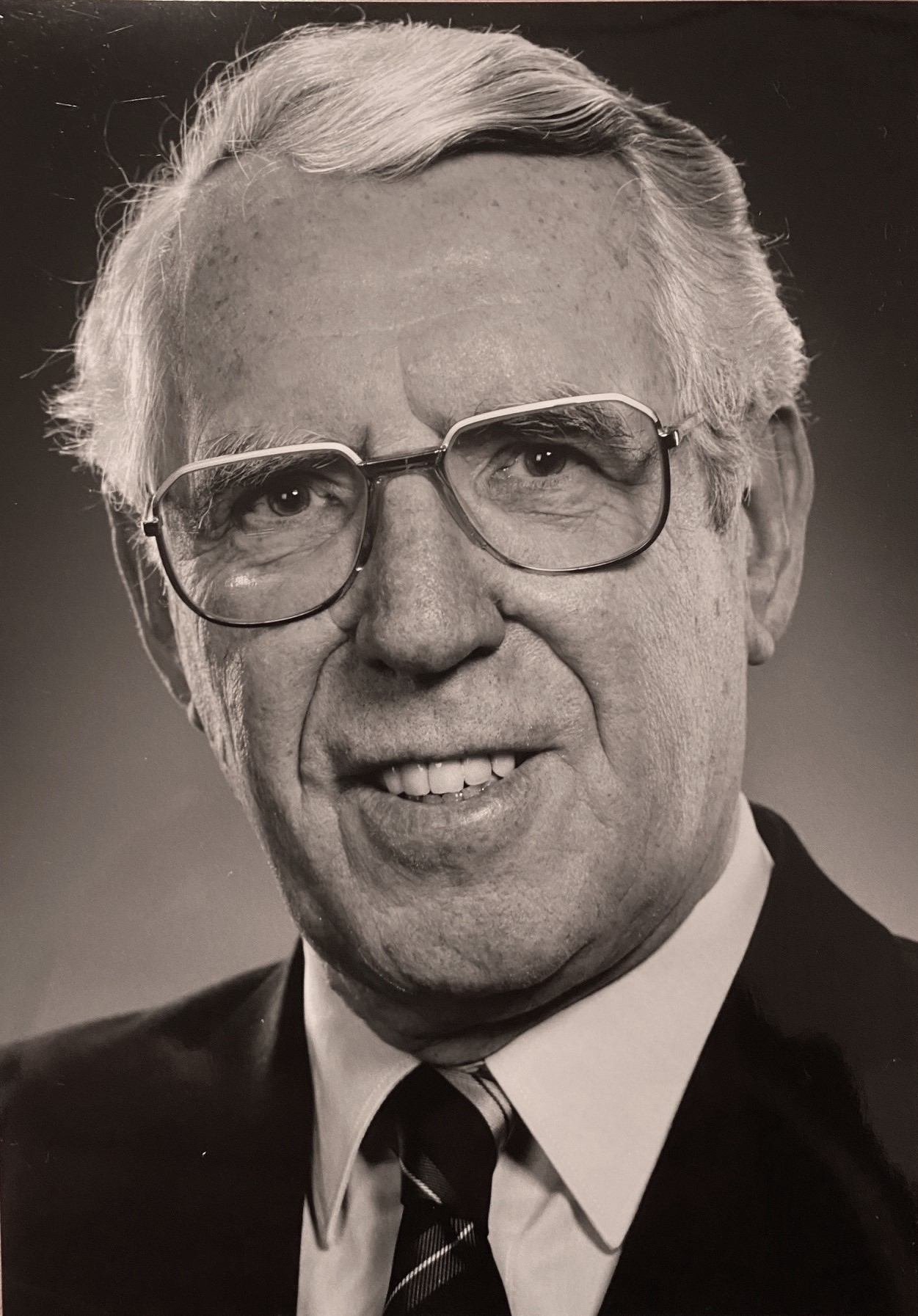
Jürgen H. Th. Prieß

Jürgen Heinrich Theodor Prieß (* 30. Januar 1929 in Schwerin; † 12. Februar 2016 in Bremerhaven) war ein deutscher Verwaltungsjurist und Kommunalbeamter, der von 1969 bis 1992 als Oberkreisdirektor der niedersächsischen Landkreise Wesermünde und Cuxhaven tätig war.

## Biografie

### Familie, Ausbildung
Prieß wuchs in Schwerin, Nienmark/Meckl., Güstrow und Stettin als Sohn des Oberstabsintendanten und späteren Stadtdirektors von Otterndorf Otto Prieß und dessen Ehefrau Paula auf. Er besuchte Schulen in Güstrow, Cramon sowie Stettin und war nach der Evakuierung mit der Schule nach Stargard/Pommern (1943) ab 1944 in der Kinderlandverschickung auf Rügen und in Heringsdorf. Eingezogen nach Putbus im Februar 1945 flüchtete er im April 1945 zu den Großeltern nach Nienmark und besuchte nach Kriegsende zunächst die Schule in Barth und das Athenaeum Stade, wo er 1948 das Abitur ablegte. Es folgte eine Banklehre bei der Volksbank in Stade. Nach deren Abschluss mit der Kaufmannsgehilfenprüfung studierte er ab 1950 Rechts- und Staatswissenschaften an der Universität Hamburg und ab 1951 an der Albert-Ludwigs-Universität Freiburg, wo er 1954 das 1. juristische Staatsexamen ablegte. Nach dem Referendariat schloss er seine juristische Ausbildung 1958 mit dem 2. juristischen Staatsexamen ab.
Prieß war mit der Zahnärztin Gisela Prieß verheiratet; die beiden hatten zwei Söhne und eine Tochter.

### Beruf
Prieß trat 1958 in den Dienst des Landes Niedersachsen. Nach Stationen beim Regierungsbezirk Stade, beim Landkreis Wesermünde in Bremerhaven, beim Verwaltungsbezirk Braunschweig und im Innenministerium Niedersachsen wechselte er 1966 als Kreisoberrat und Stellvertreter des Oberkreisdirektors zum Landkreis Wesermünde. Dort wurde er 1969 zum Nachfolger des Oberkreisdirektors Ernst Klemeyer gewählt und 1970, 1974 und 1976 wiedergewählt. Nach der Zusammenlegung der früheren Landkreise Wesermünde und Land Hadeln mit der Stadt Cuxhaven zum neuen Landkreis Cuxhaven wurde Prieß 1977 Interims-Oberkreisdirektor des Landkreises Cuxhaven und anschließend gewählter Oberkreisdirektor. Dieses Amt hatte er nach seiner Wiederwahl 1989 bis zu seiner Pensionierung 1992 inne.

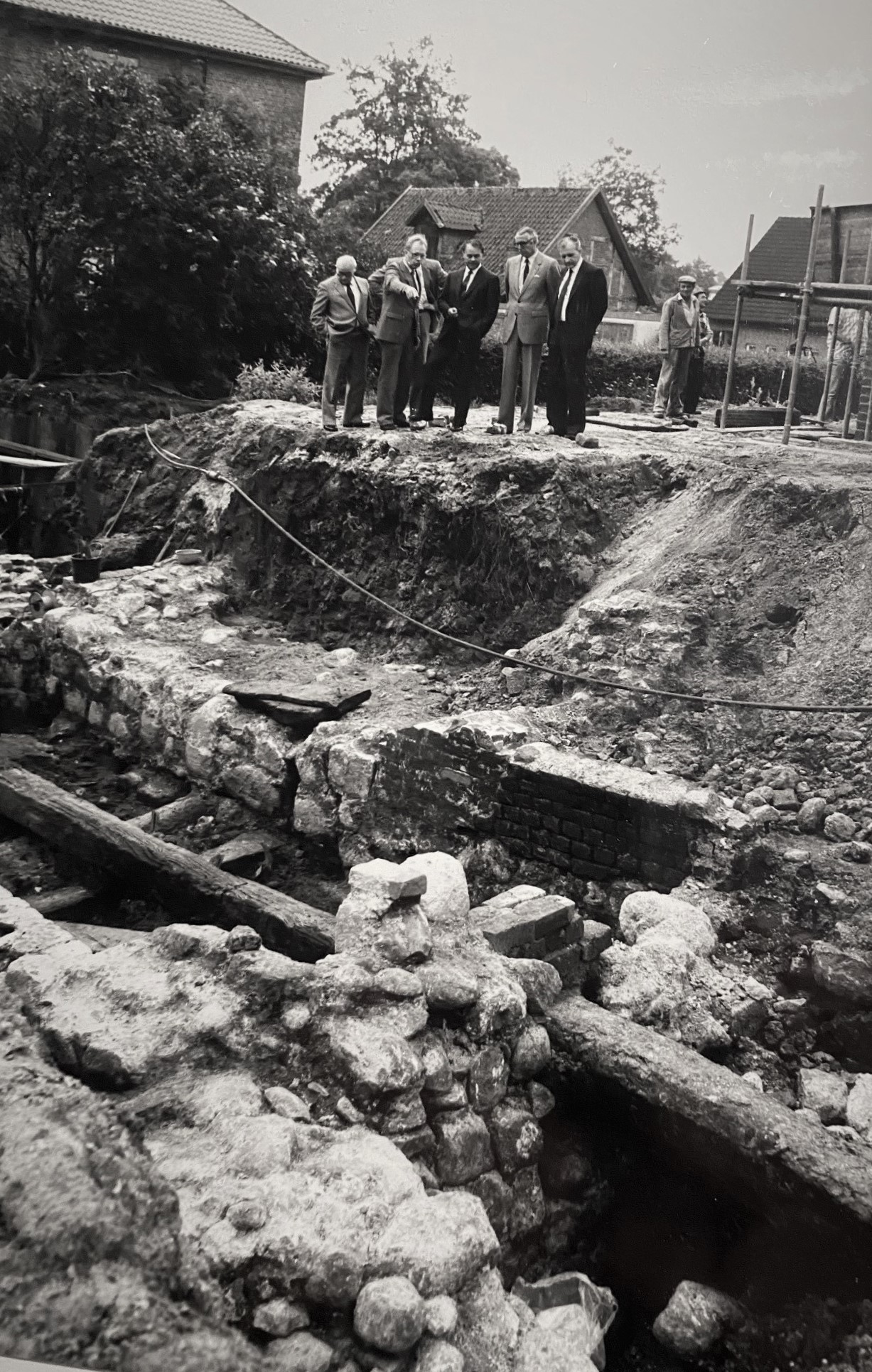
Wiederaufbau Burg Bederkesa, Baustellenbesichtigung 1981: (von links) Landrat Steffen, Kreisarchäologe Aust, Ministerpräsident Ernst Albrecht, Oberkreisdirektor Prieß, Regierungspräsident Becker

In seine Dienstzeit fielen u. a. folgende von ihm initiierte und begleitete Vorhaben:
- Gemeindereform (abgeschlossen 1974)
- Errichtung von Sozialstationen seit 1976
- Bau des Gymnasiums Wesermünde
- Bau der Jugendfreizeitstätte in Bad Bederkesa
- der Erwerb und Wiederaufbau der Burg in Bad Bederkesa
- Restaurierung der Burg zu Hagen im Bremischen und die Übernahme der Trägerschaft durch den Landkreis
- der Erwerb des Allmers-Hauses in Rechtenfleth durch den Landkreis
- Erwerb bzw. Ausbau des Studio A, des Kranichhauses[5] und des Deichmuseums Land Wursten[6] in Dorum
- Errichtung des Deichbauer-Denkmals[7] in Dorum
- Errichtung der Skulptur Vogelflug in Cuxhaven
- Bau des neuen Kreishauses in Cuxhaven

### Ehrenämter
- Vorsitzender der Lebenshilfe für geistig Behinderte, Kreisvereinigung Wesermünde (1970–1980)
- Mitglied des Beirats (1970–1978) und stellvertretender Vorsitzender (1978–2002) der Männer vom Morgenstern, Heimatbund an Elb- und Wesermündung[4]
- Stellvertretender Vorsitzender (1986–1993) und Vorsitzender (1993–1999) der Hermann-Allmers-Gesellschaft e.V.
- Vorsitzender des Kuratoriums für Pferdezucht und Pferdesport Bremerhaven-Wesermünde (1969–1985)
- Vorstandsvorsitzender (1995–2000) und Mitglied des Vorstands (1975–1995) des DRK-Kreisverbands Wesermünde
- Vorsitzender des Verwaltungsrats der Stiftung DRK-Krankenanstalten Wesermünde (1975–1992)
- Mitglied des Beirats und des Präsidiums des DRK-Landesverbands Niedersachsen (1981–Ende der 1990er Jahre)
- Vorsitzender des Kreisverbands Wesermünde und Cuxhaven des Volksbunds Deutsche Kriegsgräberfürsorge (1971–1992)
- Mitglied des Vorstands des Niedersächsischen Landkreistags (1977–1992)
- Vorsitzender der Konferenz der Hauptverwaltungsbeamten der Landkreise und Kreisfreien Städte (1981–1992)
- Schatzmeister der Schutzgemeinschaft Deutsche Nordseeküste (1973–1977)
- Vorsitzender des Beirats des Nationalparks Niedersächsisches Wattenmeer (1986–1992)
- Vorsitzender des Verwaltungsrats der Kreissparkasse Wesermünde und Wesermünde-Hadeln (1969–1992)
- stellvertretendes Mitglied des Vorstands (1973–1980), Mitglied des Vorstands (1980–1985) und Vorsitzender des Vorstands des Niedersächsischen Sparkassen- und Giroverbands (1985–1992) sowie Vorsitzender der Verbandsversammlung des Niedersächsischen Sparkassen- und Giroverbands (1984–1992)[8]
- Mitglied der Gewährträgerversammlung der Norddeutschen Landesbank Girozentrale (1985–1992)
- Stellvertretender Vorsitzender der Niedersächsischen Sparkassenstiftung (1985–1992)
- Vorstandsmitglied der Burggesellschaft Berderkesa
- Vorstandsmitglied des Kunstvereins Bremerhaven
- Vorsitzender des Vereins von Freunden und Förderern des „Studio A“ (heute: Museum gegenstandsfreier Kunst) (1993–1999)
- Ehrenamtlicher Richter des Fachsenats für Personalvertretungssachen beim Oberverwaltungsgericht Lüneburg

### Mitgliedschaften
- Rotary Club Bremerhaven
- Rotary Club Cuxhaven
- Genosse der Bremer Eiswette von 1829

## Ehrungen
- Deutsches Feuerwehr-Ehrenkreuz (1973) und Ehrenmitgliedschaft des Kreisfeuerwehrverbands Wesermünde (1994)
- Ehrennadel in Silber (1975), Gold (1985) und Ehrenplakette (1998) des Volksbunds Deutsche Kriegsgräberfürsorge
- Ehrenzeichen in Silber der Landsmannschaft Ostpreußen (1982)
- Verdienstplakette in Bronze der Deutschen Reiterlichen Vereinigung (1983)
- Ehrenzeichen des Deutschen Roten Kreuzes (1986) und Verdienstmedaille des Landesverbands Niedersachsen des Deutschen Roten Kreuzes (1999)
- Verdienstkreuz 1. Klasse des Niedersächsischen Verdienstordens (1987)
- Ehrenmitglied des Marschenrats zur Förderung der Küstenforschung (1988)
- Sparkassenmedaille in Gold des Niedersächsischen Sparkassen- und Giroverbands (1989)
- Ehrenring des Landkreises Cuxhaven (1991)
- Ehrenring der Stadt Otterndorf (1991)
- Großes Verdienstkreuz des Niedersächsischen Verdienstordens (1992)
- Europa-Medaille der EVP-Fraktion im Europäischen Parlament (1994)
- Ehrennadel der Gemeinde Wiesen (Pfitsch) in Südtirol (1994)
- Hermann-Allmers-Preis (1995)
- Ehrenmitglied des Heimatbundes an Elb- und Wesermündung „Männer vom Morgenstern“ (2001)
- Ehrenmitglied „Studio A“ (heute: Museum gegenstandsfreier Kunst) (2002)

## Veröffentlichungen
- Landkreis Wesermünde. Kommunalpolitik + Wirtschaft. Stalling Verlag, Oldenburg 1973.
- Denkmalpflege als kommunalpolitische Aufgabe – dargestellt am Landkreis Cuxhaven. In: Berichte zur Denkmalpflege in Niedersachsen 1/1981
- Der Landkreis Cuxhaven und seine Rechtsvorgänger. Ein Beitrag zur hundertjährigen Geschichte der hannoversch-niedersächsischen Landkreise. In: Nordseekalender 1985, S. 56–69.
- Ernst Klemeyer zum Gedenken. In: Jahrbuch der Männer vom Morgenstern Bd. 71 (1992), S. 317–320.
- Martin Döscher, dem verdienten Wesermünder Landrat. In: Jahrbuch der Männer vom Morgenstern Bd. 74 (1995), S. 401–406.
- Heimatliebe und Ausstrahlung. Zum Gedenken an Heinrich Egon Hansen. In: Heimat und Kultur. Zwischen Elbe und Weser, Zeitschrift des Landschaftsverbands der ehem. Herzogtümer Bremen und Verden, Nr. 1/1997, S. 2
- Zwischen Stadt und Landkreis. Zum historischen Umfeld von Gründung und Aufbau des Kreisgymnasiums Wesermünde in Bremerhaven. In: Jahrbuch der Männer vom Morgenstern Bd. 77/79, 1998/99, S. 399–416.
- Von der Ruine zum Museum. Erinnerungen und Bemerkungen zum Wiederaufbau der Burg Bederkesa. In: Jahrbuch der Männer vom Morgenstern Bd. 81 (2002), S. 341–360.
- Mit Kultur Politik machen. Erinnerungen an kulturpolitische Weichenstellungen in den Landkreisen Wesermünde und Cuxhaven. In: Jahrbuch der Männer vom Morgenstern Bd. 84, 2005, S. 269–312.